# Vad vinden sår (film, 1960)
Vad vinden sår (engelska: Inherit the Wind) är en amerikansk dramafilm från 1960 i regi av Stanley Kramer. Filmen är baserad på Jerome Lawrence och Robert Edwin Lees pjäs Inherit the Wind från 1955. I huvudrollerna ses Spencer Tracy och Fredric March, i övriga roller märks Gene Kelly, Dick York, Harry Morgan, Donna Anderson, Claude Akins, Noah Beery, Jr., Florence Eldridge och Jimmy Boyd. 
En nyinspelning gjordes 1965 för TV med Melvyn Douglas som Drummond och Ed Begley som Brady. Ytterligare en TV-film gjordes 1988 med Jason Robards som Drummond och Kirk Douglas som Brady. Berättelsen filmades återigen 1999 för TV, nu med Jack Lemmon som Drummond och George C. Scott som Brady.

## Rollista i urval
- Spencer Tracy – Henry Drummond (baserad på Clarence Darrow)
- Fredric March – Matthew Harrison Brady (baserad på William Jennings Bryan)
- Gene Kelly – E. K. Hornbeck på Baltimore Herald (baserad på H.L. Mencken)
- Florence Eldridge – Sara Brady
- Dick York – Bertram T. Cates (baserad på John Scopes)
- Donna Anderson – Rachel Brown
- Harry Morgan – domare Merle Coffey
- Claude Akins – pastor Jeremiah Brown
- Elliott Reid – åklagare Tom Davenport
- Paul Hartman – Horace Meeker
- Philip Coolidge – borgmästare Jason Carter
- Jimmy Boyd – Howard, biologistudent
- Noah Beery Jr. – John Stebbins
- Norman Fell – tekniker på WGN Radio
- Hope Summers – Mrs. Krebs
- Ray Teal – Jessie H. Dunlap
- Renee Godfrey – Mrs. Stebbins

## Galleri

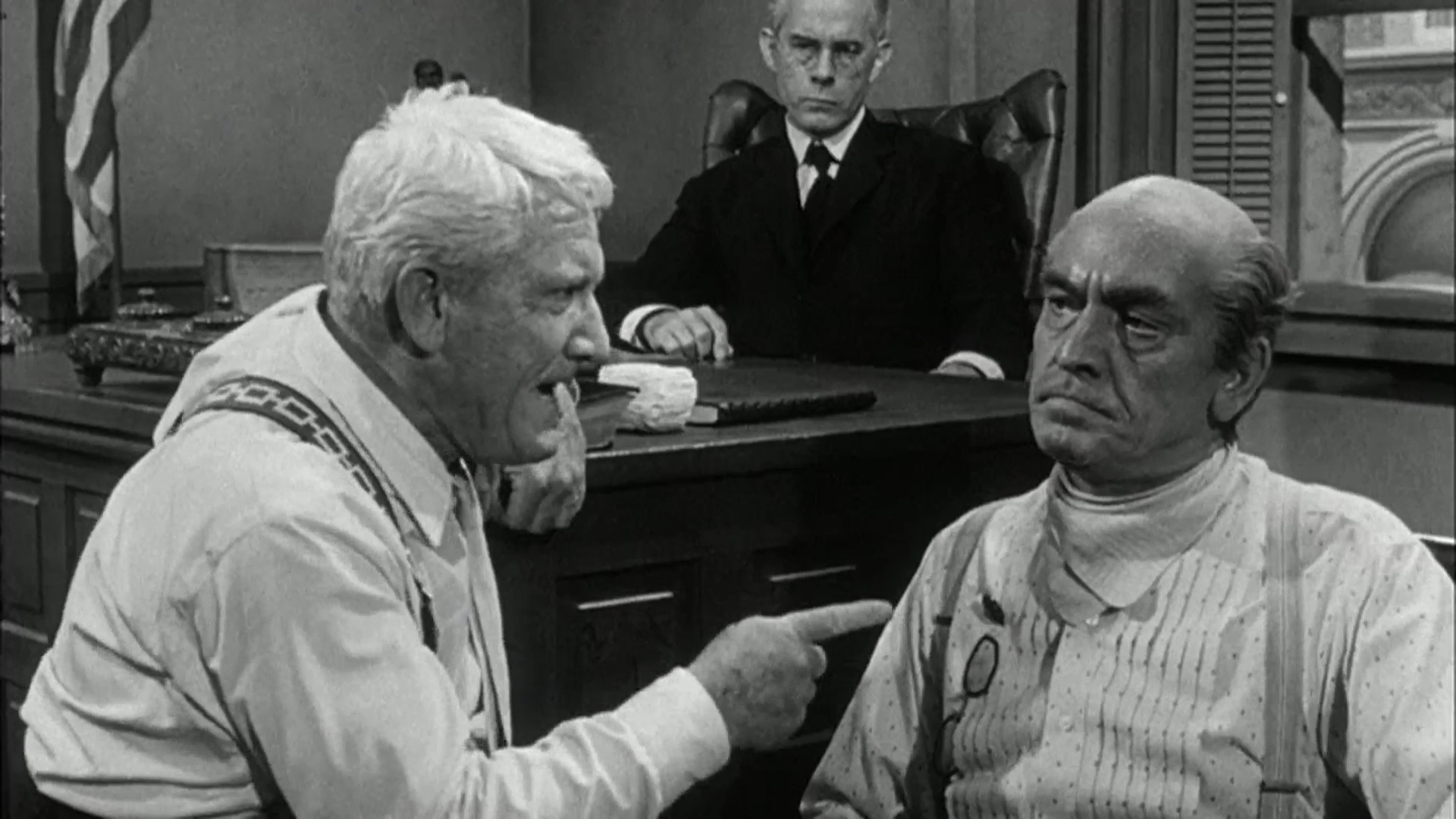
Harry Morgan som domaren, Spencer Tracy som Drummond och Fredric March som Brady.
- Trailer för Vad vinden sår.